# Ayagawa Gorōji
Ayagawa Gorōji (Tochigi, 1703 – marzo 1765) è stato un lottatore di sumo giapponese.
È principalmente noto per essere stato il secondo yokozuna della storia.

## Biografia
Nato in un quartiere povero di Tochigi, fin da piccolo si appassionò al sumo e decise di diventarne un atleta dopo aver saputo della leggenda di Akashi Shiganosuke.
Quando divenne professionista sorprese tutti per la sua notevole corporatura: alto 206 centimetri e pesante 160 chili, per gli standard dell'epoca fu enorme. La sua stazza gli fece inoltre guadagnare una lunga striscia di imbattibilità (vinse 146 incontri prima di perdere) e tutt'oggi è considerato il più forte lottatore del periodo Genbun.
Morì nel marzo del 1765 e oggi  riposa nel cimitero di Tochigi.